# Photoshop Document
PSD (Photoshop Document) – format pliku, w którym zapisuje grafikę dwuwymiarową program Adobe Photoshop (w nowszych wersjach można również osadzać obiekty 3D, jak i pliki wideo). 
Format ten zachowuje wszystkie informacje o danej grafice, bez utraty jakości, pozwala na zachowanie warstw grafiki, ich przezroczystości, efektów oraz warstw tekstowych. Format PSD obsługuje pliki o maksymalnym rozmiarze do 2 GB. Pliki o rozmiarze większym niż 2 GB należy zapisywać w formacie dużego dokumentu (PSB).
Cechą szczególną tego formatu jest możliwość bezbłędnego przenoszenia danych i osadzania ich pomiędzy innymi programami z grupy Adobe jak: Adobe Illustrator, Adobe InDesign, Adobe Premiere, Adobe After Effects i Adobe GoLive.
Pliki .psd są odczytywane w programach Photoshop, Krita, GIMP, Affinity oraz kilku innych popularnych programach graficznych.